# Мірошниченко Полікарп Якович
Полікарп Якович Мірошниченко (нар. 15 лютого 1921, с. Стара Збур'ївка, нині у Голопристанській міській громаді Скадовського району Херсонської області — пом. 31 грудня 2002, Донецьк) — український історик, кандидат історичних наук (1948), доктор філософських наук (1991), професор (1991).

## Життєпис
Учасник 2-ї світової війни. Закінчив Одеський університет (1942).
Від 1946 працював у Донецькому університеті: професором кафедри історії народів СРСР (1991—1996) та кафедри філософії та релігієзнавства (1996—1999) Донецького інституту штучного інтелекту.
Темою досліджень були культура і світогляд українського, російського і білоруського селянства.

## Основні праці
- Народные истоки утопического социализма в России в книге «История общественной мысли». Москва, 1972;
- Возникновение утопического социализма в России. К.; Д., 1976;
- Т. Г. Шевченко і селянська правда. К., 1992;
- Культура русского и украинского крестьянства конца эпохи феодализма (1760-1861 гг.) : учеб. пособие по народоведению для преподавателей сред. шк. и студентов вузов / П. Я. Мирошниченко. – Донецк: Изд-во ДонГИИИ, 1999. – 243 с.
- Дезинфекция истории / П.Я. Мирошниченко. — Донецк, 2005. — 224с. ISBN 966-8722-00-0

## Цікавий факт
Український літературознавець, літературний критик, громадський діяч, активний учасник руху за незалежність України, дисидент радянських часів, Герой України Іван Дзюба, описуючи реакцію студентів і викладачів Донецького педагогічного інституту на смерть Сталіна, зауважив: 
| «Тільки одна людина з-поміж нас дивилася на все це іронічно, не криючись — молодий викладач історії Полікарп Якович Мірошниченко» |